# 全国科普日
全国科普日是中華人民共和國的一個科普活動，由中国科协等部門聯合舉辦。全国科普日於2004年首次舉辦。此後每年均會舉行。截至2021年，中華人民共和國各地各部门在全国科普日期间累计举办的科普活动约24万场（次）。